# Nasar Matschanow
Nasar Matkarimowitsch Matschanow (russisch Назар Маткаримович Матчанов; * 1. Januar 1923 in Xiva, Volksrepublik Choresmien, heute: Usbekistan; † 30. Juli 2010 in Taschkent, Usbekistan) war ein sowjetischer Politiker der Kommunistischen Partei der Sowjetunion (KPdSU), der unter anderem zwischen 1961 und 1962 stellvertretender Vorsitzender des Ministerrats der Usbekischen Sozialistischen Sowjetrepublik, von 1962 bis 1965 Erster Sekretär des Parteikomitees der Oblast Buchara sowie schließlich zwischen 1970 und 1978 Vorsitzender des Präsidiums des Obersten Sowjets der Usbekischen SSR war.

## Leben
Nasar Matkarimowitsch Matschanow stammte aus einer Handwerkerfamilie und schloss 1949 sein Studium am Usbekischen Landwirtschaftlichen Institut ab, der heutigen Staatlichen Agraruniversität Taschkent, und wurde 1949 Mitglied der Kommunistischen Partei der Sowjetunion (KPdSU). Er arbeitete von 1949 bis 1949 als Chefveterinär der Bezirksagrarabteilung, als Leiter der Veterinärabteilung der Landwirtschaftsabteilung der der Oblast Buchara sowie zuletzt als Leiter der Veterinärabteilung des Landwirtschaftsministeriums der Usbekischen SSR. Nachdem er zwischen 1959 und 1960 stellvertretender Landwirtschaftsminister der Usbekischen SSR war, fungierte er von 1960 bis 1961 als Erster Sekretär des Parteikomitees der Oblast Buchara und als Nachfolger von Iriskul Nijasmetow von 1961 bis zu seiner Ablösung durch Sergej Taschkulowitsch Taschkulow 1961 als Vorsitzender des Exekutivkomitees der Oblast Buchara. Er war von 1961 bis 1962 stellvertretender Vorsitzender des Ministerrats der Usbekischen SSR und damit Stellvertreter des Ministerpräsidenten Rachmankul Kurbanowitsch Kurbanow.
Im Mai 1962 löste Matschanow Achmadali Rizajew als Erster Sekretär des Parteikomitees der Oblast Buchara ab und bekleidete diese Funktion bis März 1965, woraufhin Kajum Murtazajewitsch Murtazajew ihn ablöste. Er fungierte zwischen 1965 und 1970 als Sekretär des Zentralkomitees der Kommunistischen Partei Usbekistans unter dem langjährigen Ersten Sekretär des ZK der Usbekischen KP, Scharaf Raschidow. 1966 wurde er Mitglied des Präsidiums des ZK der KP Usbekistans und war in der siebten und achten Legislaturperiode (1966 bis 1974) Deputierter des Obersten Sowjets der UdSSR sowie seit Dezember 1971 stellvertretender Vorsitzender des Präsidiums des Obersten Sowjets der UdSSR.
Als Nachfolger von Jadgar Sadykowna Nasriddinowa übernahm Nasar Matschanow am 25. September 1970 das Amt als Vorsitzender des Präsidiums des Obersten Sowjets der Usbekischen SSR und bekleidete dieses bis zum 20. Dezember 1978, woraufhin Inamschon Usmanchodschajew Auf dem 24. Parteitag der KPdSU (1971) wurde er zum Mitglied des ZK der KPdSU gewählt.
Für seine langjährigen Verdienste erhielt Matschanow drei Mal den Leninorden (1971, 1973, 1976), den Orden des Roten Banners der Arbeit (1965) sowie das Ehrenzeichen der Sowjetunion (1958).